# Ryan Gibbons
Ryan Gibbons (født 13. august 1994 i Johannesburg) er en cykelrytter fra Sydafrika, der er på kontrakt hos Lidl-Trek.